# Hà Phước Thắng
Hà Phước Thắng (sinh ngày 26 tháng 3 năm 1976) là Đại biểu Quốc hội nước Cộng hòa xã hội chủ nghĩa Việt Nam. Ông hiện là Thành ủy viên, Phó Trưởng đoàn Đại biểu Quốc hội chuyên trách Thành phố Hồ Chí Minh, Ủy viên Ủy ban Pháp luật của Quốc hội, Đại biểu Quốc hội khóa XV từ Thành phố Hồ Chí Minh. Ông từng là Chánh Văn phòng Ủy ban nhân dân Thành phố Hồ Chí Minh; Trưởng ban Quản lý Khu Nam Thành phố.
Hà Phước Thắng là đảng viên Đảng Cộng sản Việt Nam, học vị Cử nhân Chính trị, Thạc sĩ Luật, Cao cấp lý luận chính trị. Ông có xuất phát điểm từ hoạt động thanh niên khi 18 tuổi, có sự nghiệp đều công tác ở Thành phố Hồ Chí Minh.

## Xuất thân và giáo dục
Hà Phước Thắng sinh ngày 26 tháng 3 năm 1976, quê quán phường Điện An, thị xã Điện Bàn, tỉnh Quảng Nam. Ông lớn lên và tốt nghiệp phổ thông 12/12 ở Thành phố Hồ Chí Minh, học đại học và tốt nghiệp Cử nhân Chính trị chuyên ngành Công tác tư tưởng, có thêm văn bằng đại học thứ hai là Cử nhân Luật, tiếp tục học cao học và nhận bằng Thạc sĩ Luật. Ông được kết nạp Đảng Cộng sản Việt Nam vào ngày 7 tháng 11 năm 1996, trở thành đảng viên chính thức sau đó 1 năm, từng theo học các khóa chính trị ở Học viện Chính trị Quốc gia Hồ Chí Minh và tốt nghiệp Cao cấp lý luận chính trị. Hiện ông thường trú ở đường Điện Biên Phủ, Phường 1, Quận 3, Thành phố Hồ Chí Minh.

## Sự nghiệp
Tháng 9 năm 1994, sau khi tốt nghiệp trung học phổ thông ở Thành phố Hồ Chí Minh, Hà Phước Thắng bắt đầu tham gia công tác Đoàn Thanh niên Cộng sản Hồ Chí Minh, được bầu làm Bí thư Đoàn Phường 3, Quận 3, rồi được kết nạp vào Đảng Cộng sản. Vào tháng 10 năm 1997, ông được bầu vào Ban Thường vụ Quận đoàn, Phó Chủ tịch Hội Liên hiệp Thanh niên Quận 3, sau đó được bầu là Phó Bí thư Quận Đoàn 3. Vào tháng 4 năm 2002, ông được bầu vào Ban Chấp hành Đảng bộ Quận 3, giữ chức Bí thư Quận Đoàn 3, Chủ tịch Hội Liên hiệp Thanh niên Quận 3 ở tuổi 25. Tháng 7 năm 2003, ông kết thúc gần 10 năm công tác thanh niên, được điều về Phường 5, Quận 3, nhậm chức Phó Bí thư Đảng ủy, Chủ tịch Ủy ban nhân dân Phường 5. Sang tháng 1 năm 2005, ông thăng chức, được bổ nhiệm làm Phó Chủ tịch Ủy ban nhân dân Quận 3, sau đó được bầu làm Ủy viên Ban Thường vụ Quận ủy Quận 3, giữ vị trí này gần 10 năm 2005–14. Tháng 6 năm 2014, ông được điều chuyển làm Trưởng ban Quản lý Khu Nam Thành phố – cơ quan hành chính trực thuộc Ủy ban nhân dân Thành phố Hồ Chí Minh, sau đó được bầu làm Phó Bí thư Đảng ủy cơ quan Ban Quản lý Khu Nam Thành phố. Trong những năm này, ông cũng là Đại biểu Hội đồng nhân dân Thành phố Hồ Chí Minh khóa VIII nhiệm kỳ 2011–2016, và khóa IX nhiệm kỳ 2016–2021.
Tháng 9 năm 2019, Hà Phước Thắng được chỉ định vào Ban Cán sự Đảng Ủy ban nhân dân Thành phố, nhậm chức Bí thư Đảng ủy, Chánh Văn phòng Ủy ban nhân dân Thành phố, sau đó được bầu bổ sung Ủy viên Ban Chấp hành Đảng bộ Thành phố, rồi tái đắc cử Thành ủy viên tại Đại hội Đảng bộ Thành phố Hồ Chí Minh lần thứ XI, nhiệm kỳ 2020–2025 vào tháng 10 năm 2020. Năm 2021, với sự giới thiệu của Ủy ban Mặt trận Tổ quốc Việt Nam Thành phố, ông tham gia ứng cử đại biểu Quốc hội từ Thành phố Hồ Chí Minh, bầu cử ở đơn vị bầu cử số 6 ở quận Bình Tân rồi trúng cử Đại biểu Quốc hội khóa XV với tỷ lệ 59,26%. Ngày 23 tháng 7 năm 2021, ông được phê chuẩn làm Ủy viên Ủy ban Pháp luật của Quốc hội và Phó Trưởng Đoàn Đại biểu Quốc hội chuyên trách Thành phố Hồ Chí Minh.

## Khen thưởng
- Huân chương Lao động hạng Ba;